# 張含
張含（1479年—1565年），字愈光，別號禺山、半谷、月塢、禺同山人，雲南永昌（雲南保山市）人。明朝詩人。

## 生平
張志淳之子。成化十五年（1479年）生。少时随父在北京，即与杨慎為詩友。正德二年（1507年）鄉試中舉，七次會試不第，遂不樂仕進，遊梁、宋間為李夢陽所知。杨慎戍雲南，好友相逢，其詩文皆楊慎所评定。與李元阳、杨士云、胡廷禄、王廷表、唐锜，相互酬唱，並稱楊門六學士。晚年喜歡寫草書。嘉靖四十四年（1565年）卒，年八十七。有《张含集》八卷传世。

## 家族
曾祖張宗；祖父張昺，贈吏部郎中；父張志淳，南京戶部右侍郎致仕；嫡母沈氏（封淑人）。弟張合，嘉靖十一年壬辰進士。